# Dobruja do Sul

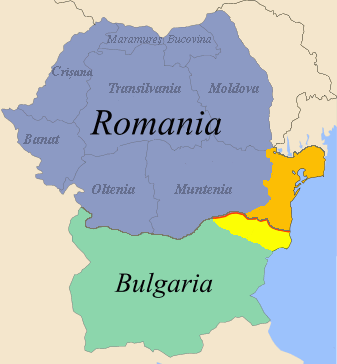
Mapa da Romênia e da Bulgária mostrando a Dobruja do Sul em amarelo. Em laranja, a porção romena do território histórico de Dobruja, conhecido como Dobruja do Norte.

A Dobruja do Sul ou Dobruja Meridional (em búlgaro:  Южна Добруджа - Iujna Dobrudja; em romeno:  Dobrogea de sud ou Cadrilater) é uma zona do nordeste da Bulgária que compreende os distritos administrativos das duas cidades principais da zona, Dobrich e Silistra. Tem uma área de 7 565 km² e 358 000 habitantes.

## História
Nos inícios da era moderna, a Dobruja Meridional tinha uma população mista de búlgaros e turcos com pequenas minorias de gagaúzes, tártaros da Crimeia e romenos. Em 1910, dos 282 007 habitantes de Dobruja Meridional, 134 355 (47,6%) eram búlgaros, 106 568 (37,8%) turcos, 12 192 (4,3%) ciganos, 11 718 (4,1%) tártaros e 6 484 (2,4%) romenos.
A Dobruja Meridional fez parte do Principado da Bulgária à época da independência da Bulgária do Império Otomano, de 1878 até a Segunda Guerra Balcânica em 1913. Depois da derrota da Bulgária, a região foi integrada à Roménia pelo termos do Tratado de Bucareste, que dominou a região até 1940 e moveu para lá milhares de aromenos da Bulgária, Macedónia do Norte e Grécia, bem como romenos da Valáquia.
Em 7 de setembro de 1940, a Dobruja Meridional foi devolvida à Bulgária pelos Tratado de Craiova. O tratado contemplava a obrigação de intercâmbio de população: cerca de 110 000 romenos (quase 95% deles residentes depois de 1913) foram obrigados a partir da Dobruja Meridional, enquanto 77 000 búlgaros foram obrigados a deixar a Dobruja Setentrional. Só permaneceram umas centenas de romenos e aromenos, que lá estão hoje em dia.